# Beta Cephei
Beta Cephei (Alfirk, Alphirk, 8 Cephei) é uma estrela na direção da Cepheus. Possui uma ascensão reta de 21h 28m 39.58s e uma declinação de +70° 33′ 38.5″. Sua magnitude aparente é igual a 3.23. Considerando sua distância de 595 anos-luz em relação à Terra, sua magnitude absoluta é igual a −3.08. Pertence à classe espectral B2IIIv SB. É uma estrela variável, protótipo das variáveis β Cephei.